# Летописец краткій
«Летописец краткій», «Летописец краткій от початку Великороссийских и прочих князей и монархов, хто, в котором году имел при титле Великороссийской княжити и кто в Малой России был гетманом, в котором году и что в тех годах деялося, выписано в лето от создания мира 7248, а от рождества Христова 1740» — пам'ятка української історичної думки 18 ст. Автор невідомий. Хронологічні межі описуваних подій охоплюють період від 862 до 1739. Літопис має 3 частини. Перша з них вважається створеною за відомостями з «Синопсису» 1674. У ній описуються події з історії Київської Русі, Владимиро-Суздальського князівства та Московського царства. Друга частина укладена на основі Чернігівського літопису, Літопису Г.Граб'янки, Літопису Самовидця, «Короткого опису Малоросії». Тут коротко викладені події української історії від початку 17 ст. до 1734. Третя частина є самостійним твором, написаним на основі авторських спостережень. Містить повідомлення, що в переважній більшості стосуються військових дій часів російсько-турецької війни 1735—1739 та її наслідків для України.
Відомі 3 рукописні списки тексту, один зберігається в Росії (у Москві), два – в Україні (у Києві й Житомирі; текст опубліковано як додаток до видання "Гисторія… Г.Граб'янки. Лѣтопись краткій", Житомир, 2001).